# Jean Dauphin de Chapeaurouge

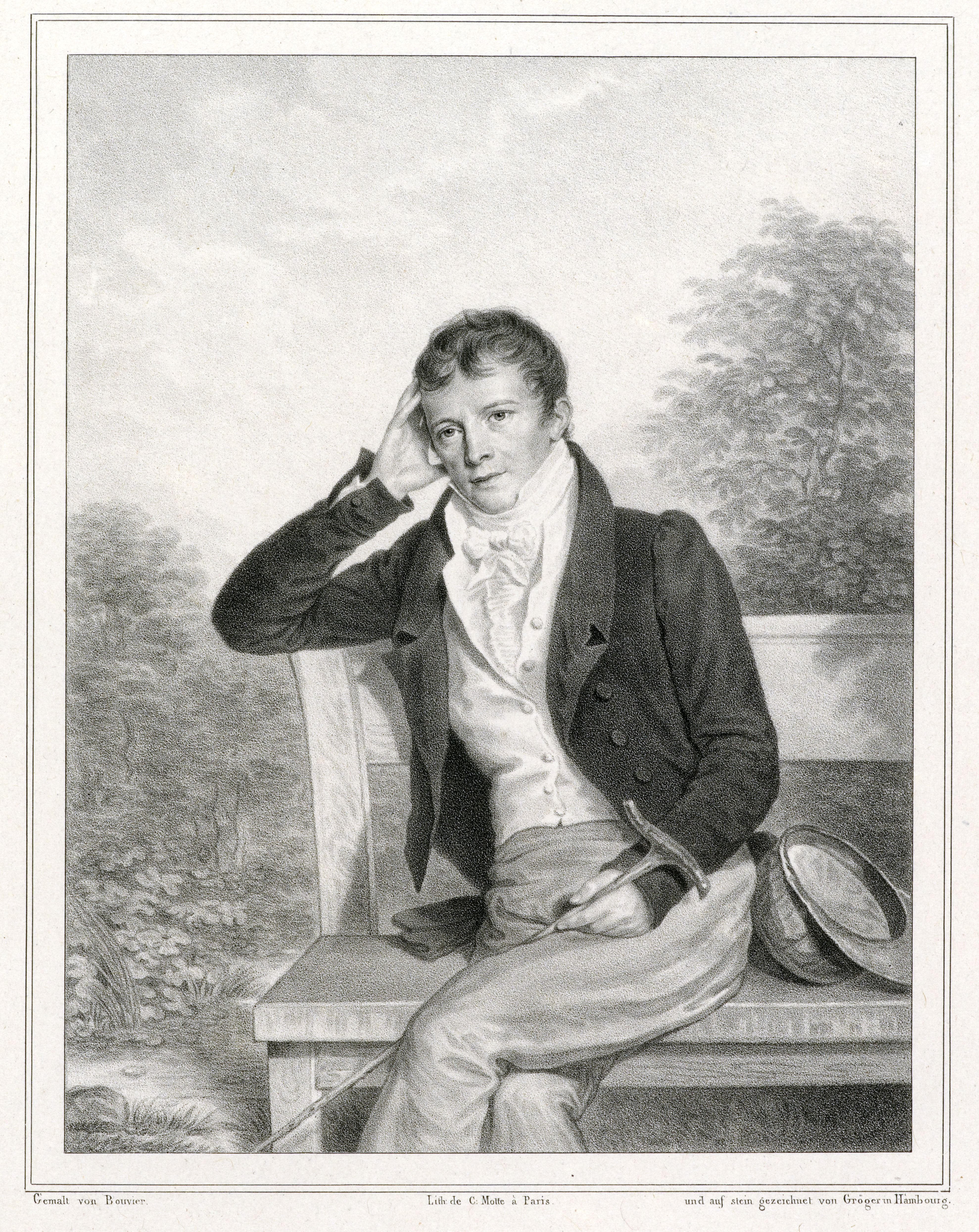
Jean Dauphin de Chapeaurouge

Jean Dauphin de Chapeaurouge (auch: Dauphin Jean, * 4. Januar 1770 in Hamburg; † 26. Januar 1827 in Neuilly-sur-Seine) war ein deutscher Kaufmann und von 1811 bis 1813 Erster Stellvertretender Bürgermeister Hamburgs.

## Leben
Chapeaurouge entstammte der Familie Chapeaurouge, die seit dem 15. Jahrhundert in Genf ansässig war. Sein Vater Jaques de Chapeaurouge war 1764 nach Hamburg eingewandert und hatte bald darauf das dortige Bürgerrecht erworben. Wie dieser absolvierte auch Jean Dauphin eine kaufmännische Ausbildung und gründete 1799 zusammen mit seinem jüngeren Bruder und zwei – ebenfalls aus der Schweiz eingewanderten – Schwägern die Handelsfirma De Chapeaurouge & Co., die mit Unterbrechungen bis 1895 bestand.
Als Mitglied der reformierten Gemeinde lange Zeit von politischen Ämtern ausgeschlossen, erhielt de Chapeaurouge 1811 – nach dem Anschluss Hamburgs an das französische Kaiserreich – die Gelegenheit, Verantwortung für seine Vaterstadt zu übernehmen: Unter dem von den Franzosen eingesetzten Maire Amandus Augustus Abendroth wurde er Erster stellvertretender Bürgermeister (Premier Maire adjoint) und blieb dies bis zum Abzug der Franzosen 1813. Danach setzte er sich zunächst in die Schweiz ab, schloss sich dann aber der aus Johann Smidt (Bremen), Johann Friedrich Hach (Lübeck) und Johann Michael Gries (Hamburg) bestehenden „Hanseatischen Deputation“ an. Diese folgte dem alliierten Hauptquartier bis nach Paris, um den dort versammelten Fürsten und Gesandten die „Desiderien“ der drei Hansestädte für die politische Neuordnung nach dem Ende Napoleons zu übermitteln.
1814 kehrte er mit Frau und Kindern nach Hamburg zurück und ging an den Wiederaufbau seiner Firma sowie seines von den Franzosen niedergebrannten Hammer Landsitzes. Von 1816 bis 1823 hatte er erneut politische Ämter inne, so gehörte er etwa der Finanzdeputation sowie der Deputation für Hafen und Schifffahrt an; seit 1821 war er zudem Ältester der reformierten Gemeinde Hamburgs.
Seine letzten Lebensjahre verbrachte de Chapeaurouge vorwiegend in Paris, wo seine Firma 1819 eine Niederlassung eröffnet hatte. Auf dem dortigen Friedhof Père-Lachaise wurde er auch begraben.

## Hammer Hof

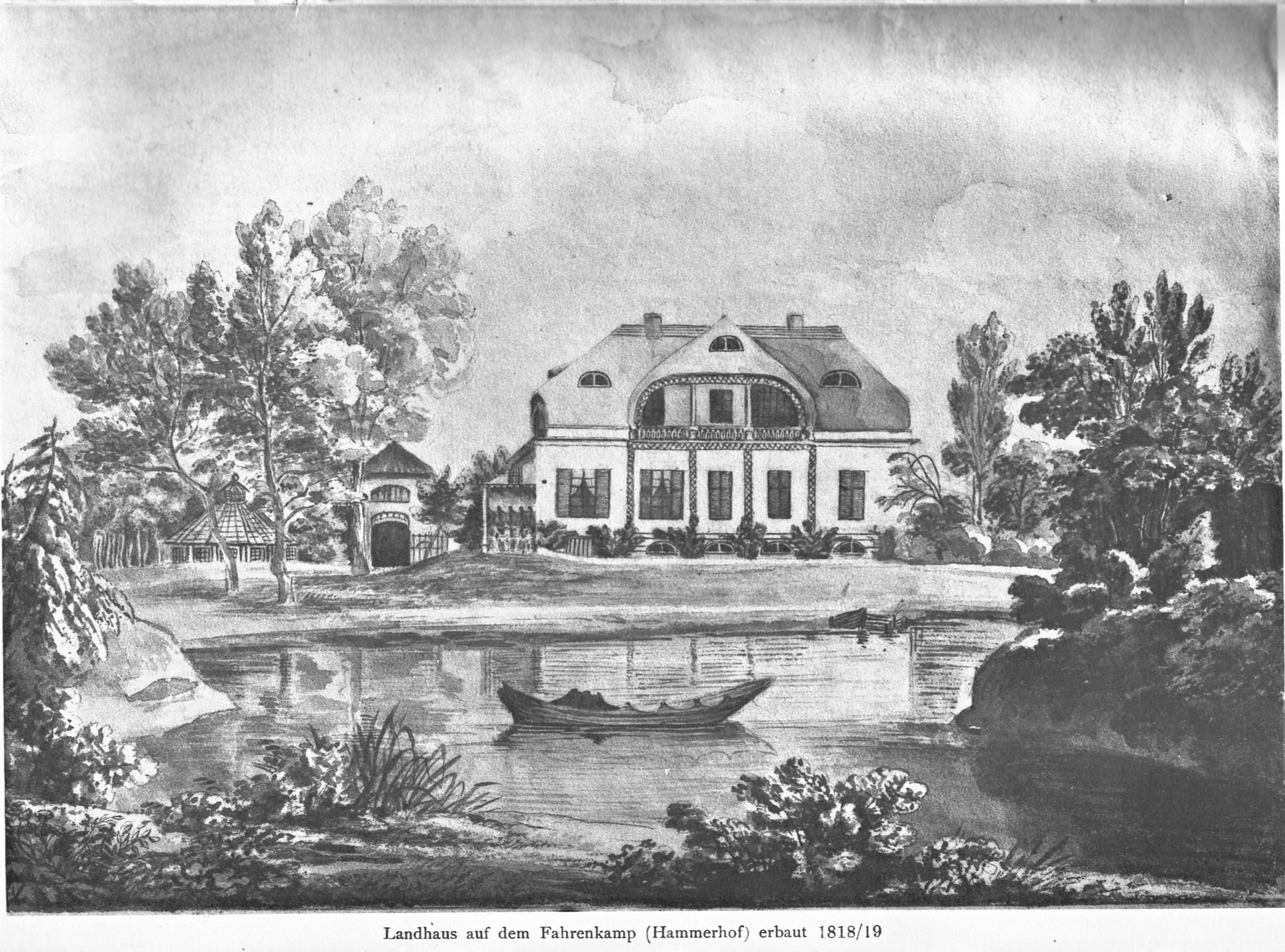
Das von Alexis de Chateauneuf erbaute neue Landhaus „Hammer Hof“ um 1820

Beim Tod seines Vaters 1805 hatte de Chapeaurouge neben anderen Immobilien auch den Landsitz „Hammer Hof“ geerbt. Im Belagerungswinter 1813/14 war dieser von den französischen Truppen unter Marschall Davout niedergebrannt worden, um freies Schussfeld gegen die anrückenden Russen unter General Tettenborn zu schaffen. Für den Wiederaufbau engagierte Jean Dauphin den jungen Architekten Alexis de Chateauneuf. Nach Chapeaurouges Tod ging der Landsitz in den Besitz seines Schwiegersohns Karl Sieveking über, der 1823 seine Tochter Caroline Henriette (1797–1858) geheiratet hatte.